# Jianghua Yao Autonome Arrondissement
Jianghua Yao Autonome Arrondissement of Jianghua is een autonoom arrondissement in de Hunanse stadsprefectuur Yongzhou in Volksrepubliek China. Het gebied heeft een oppervlakte van 3216 km² en 448.200 inwoners in 2020. De arrondissementszetel is gelegen in grote gemeente Tuojiang 沱江镇. Meer dan zestig procent van de bevolking is van Yao afkomst. 46% van de Yao-Chinezen in Hunan leeft hier en twaalf procent van alle Yao-Chinezen van China leeft hier.